# Neusles
Neusles ist ein Gemeindeteil der Stadt Gräfenberg im Landkreis Forchheim (Oberfranken, Bayern).

## Lage
Der Weiler Neusles liegt circa drei Kilometer nordwestlich des Ortskerns von Gräfenberg in der Fränkischen Schweiz.

## Geschichte
Die Bayerische Uraufnahme zeigt Neusles in den 1810er Jahren mit neun Herdstellen.
Noch heute ist Neusles überwiegend landwirtschaftlich geprägt.

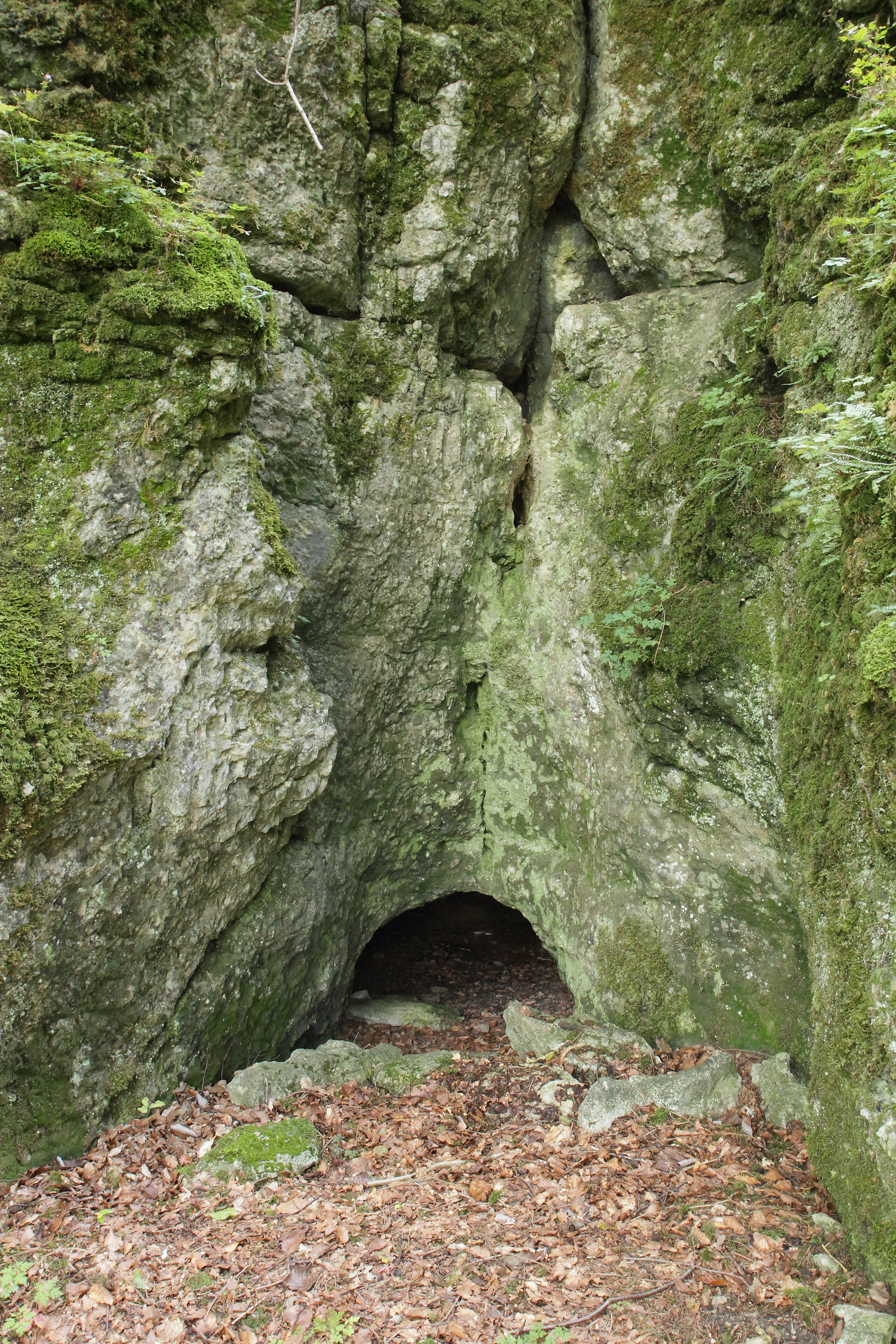
Teufelsloch

## Bau- und Bodendenkmäler
In der Liste der Baudenkmäler in Gräfenberg sind für Neusles drei Baudenkmäler aus dem 17. und 18. Jahrhundert erfasst. Nördlich des Ortes befinden sich die  Abschnittsbefestigung Neusles (Bodendenkmal D-4-6333-0119), das Teufelsloch und das Felsdach Hohler Stein, ein Abri mit Funden der späten Latènezeit, des späten Mittelalters sowie der frühen Neuzeit (Bodendenkmal D-4-6333-0179).:16

## Verkehr
Der ÖPNV bedient Neusles an einer Bushaltestelle der Buslinie 266 des VGN in Richtung Gräfenberg und in die Gegenrichtung nach Gößweinstein.